# Asphalt (Geologie)

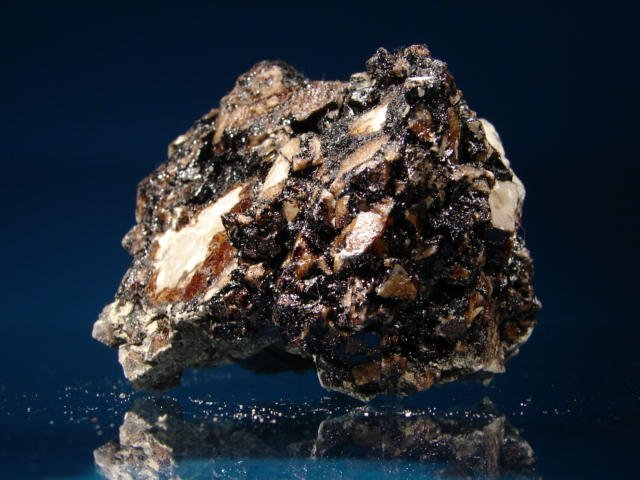
Probe mit natürlichem Asphalt. Nebengestein unbekannt (möglicherweise Kalkstein). Herkunft Slowakei.

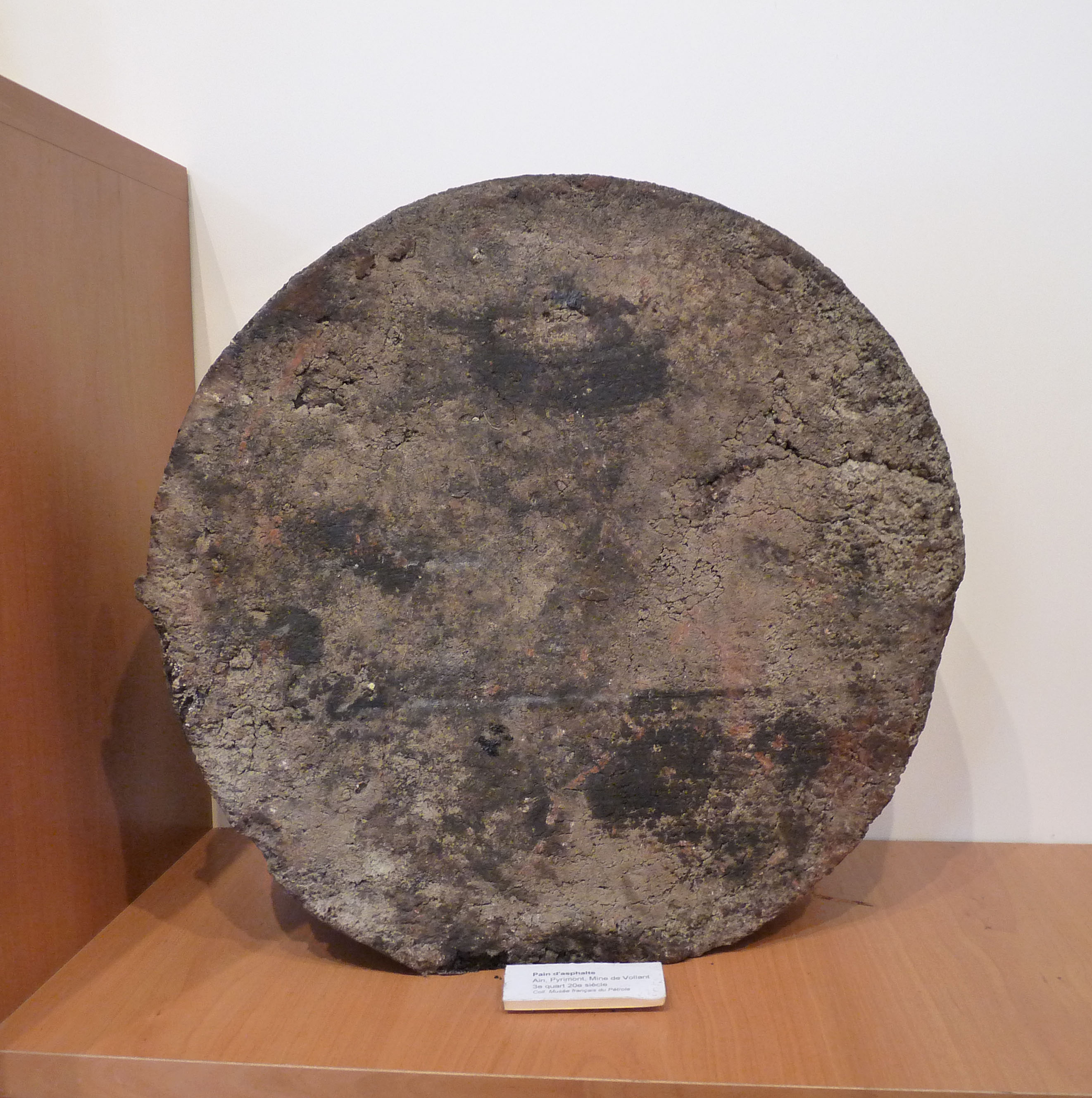
Platte eines mit Asphalt imprägnierten Kalksteins der Unterkreide aus dem französischen Teil des oberen Rhonetals

Asphalt (von altgriechisch ἄσφαλτος ásphaltos „Asphalt, Erdharz“) bezeichnet in den Geowissenschaften ein dunkelbraunes bis schwarzes, zähes oder festes Gemisch ohne nennenswerte Anteile an mineralischer Substanz, das durch geologische Prozesse entweder unmittelbar oder über die Zwischenstufe Erdöl aus entwässerter organischer Substanz (Kerogen) entstanden ist. Dieses Gemisch wird zur Unterscheidung von technischem Asphalt auch Naturasphalt, Bitumen, § Erdpech oder Bergteer genannt. In englischer Literatur wird bisweilen zwischen zähflüssigem tar („Teer“) und festem natural asphalt oder rock asphalt unterschieden. „Teer“ bezeichnet im Deutschen eine in Aussehen und Konsistenz dem natürlichen Asphalt zwar ähnliche, aber stets künstlich durch Pyrolyse und nicht aus Erdöl hergestellte Substanz.

## Entstehung
Naturasphalt bzw. Naturbitumen kann auf zwei verschiedenen Wegen entstehen. Die erste Möglichkeit ist die Degradation (Verarmung) von „reifem“, leichtem Erdöl. Steigt solches Erdöl bis dicht unter oder direkt an die Erdoberfläche auf, wird es, nicht selten unter Mitwirkung von Mikroorganismen (Biodegradation), durch Verlust der leichten und damit Anreicherung der schweren Erdölfraktion in Asphalt umgewandelt. Dieser Prozess umfasst unter anderem die Verschiebung des Verhältnisses von n-Alkanen zu Cycloalkanen zugunsten der Cycloalkane, bis hin zum völligen Verlust der n-Alkane, sowie die Anreicherung von heteroatomaren Verbindungen, die neben Kohlenstoff und Wasserstoff auch Stickstoff,  Schwefel, Sauerstoff und verschiedene Metalle beinhalten (sogenannte NSO-Verbindungen oder Asphaltene). Erdöl, das den Prozess der Degradation erst teilweise durchlaufen hat und daher noch eine relativ geringe Viskosität (weniger als 10.000 mPa·s) und Dichte (mehr als 10 °API) besitzt, wird auch als natürliches Schweröl (englisch heavy crude oil) ¶ bezeichnet.
Die zweite Möglichkeit ist der direkte Austritt von bituminösem zähflüssigem Material aus einem organikreichen, nur schwach thermisch beeinflussten, potenziellen Erdölmuttergestein („Ölschiefer“) in ein Nebengestein. Dieses Material, das als Vorstufe von Erdöl gilt, wird als unreifer Asphalt (engl.: immature asphalt) bezeichnet. Es ist dem aus der Erdöldegradation hervorgegangenen Asphalt chemisch weitgehend ähnlich, zeichnet sich aber durch ein breites Spektrum an n-Alkanen aus. Das n-Alkan-Profil kann jedoch nicht allein als Unterscheidungskriterium herangezogen werden, da auch in Asphalt aus der Erdöldegradation durch nachträgliche thermische Einwirkung sekundär n-Alkane entstehen können. Unreifer Asphalt tendiert in der Regel dazu, aufgrund seiner von Anfang an relativ hohen Viskosität nahe dem Muttergesteinshorizont zu verbleiben. Nur unter bestimmten geologischen Voraussetzungen kann er aus größerer Tiefe bis zur Erdoberfläche aufsteigen. Solche speziellen Verhältnisse werden beispielsweise für den Jordangraben (Totes-Meer-Rift) angenommen.

## Sonstiges
Treten größere Mengen Asphalt an der Erdoberfläche aus, können sich in Geländedepressionen regelrechte Asphaltseen bilden.
Im Gegensatz zur technischen Bitumenherstellung dauert die natürliche Entstehung um ein Vielfaches länger. Mit Naturasphalt bzw. Naturbitumen imprägnierter Sand wird als Ölsand bezeichnet. Natürliche Festbitumina ohne nennenswerte mineralische Anteile werden unter dem Sammelbegriff Asphaltite und Ipsonite zusammengefasst.